# Hechel

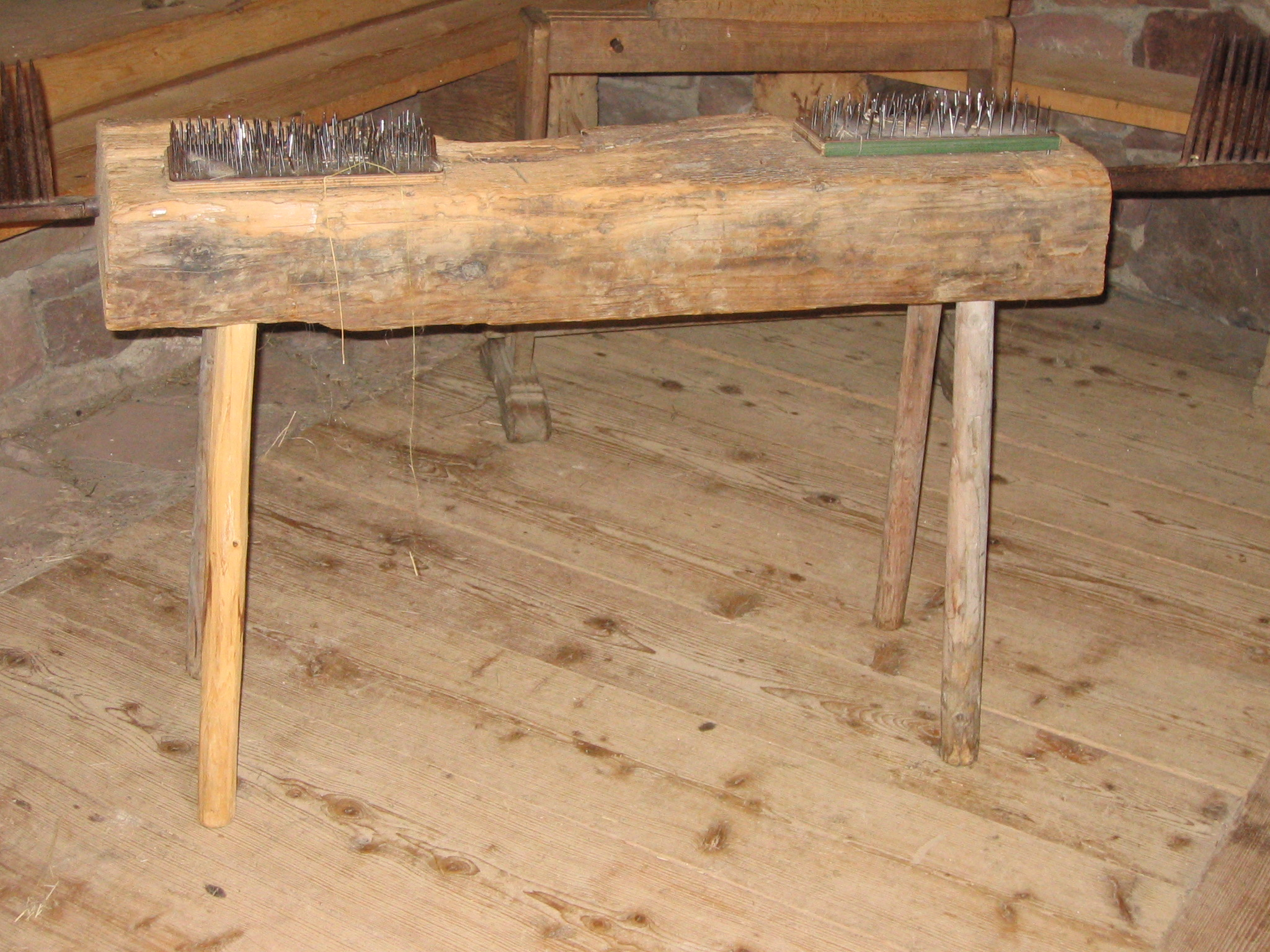
Historische Hechel

Die Hechel ist ein kammartiges, aus spitzen Drähten gefertigtes landwirtschaftliches Gerät, durch das verschiedene Naturfasern wie Flachs- und Hanffasern, Jute, Kokosfasern u. a. zum Reinigen (Hecheln, Rupfen, Ausziehen; – früher auch Reffen) gezogen werden. Das Wort leitet sich vom selben Wortstamm wie der Haken ab, was auf die zum Kämmen der Fasern angebrachten Haken hindeutet. Moderne Faseraufschlussmaschinen bauen ebenfalls auf den traditionellen Prozessen auf, verwenden jedoch mechanische Aufschlussstrecken, in denen das Brechen, Schwingen und Hecheln in entsprechenden Arbeitsschritten mechanisch umgesetzt wird.

## Hecheln

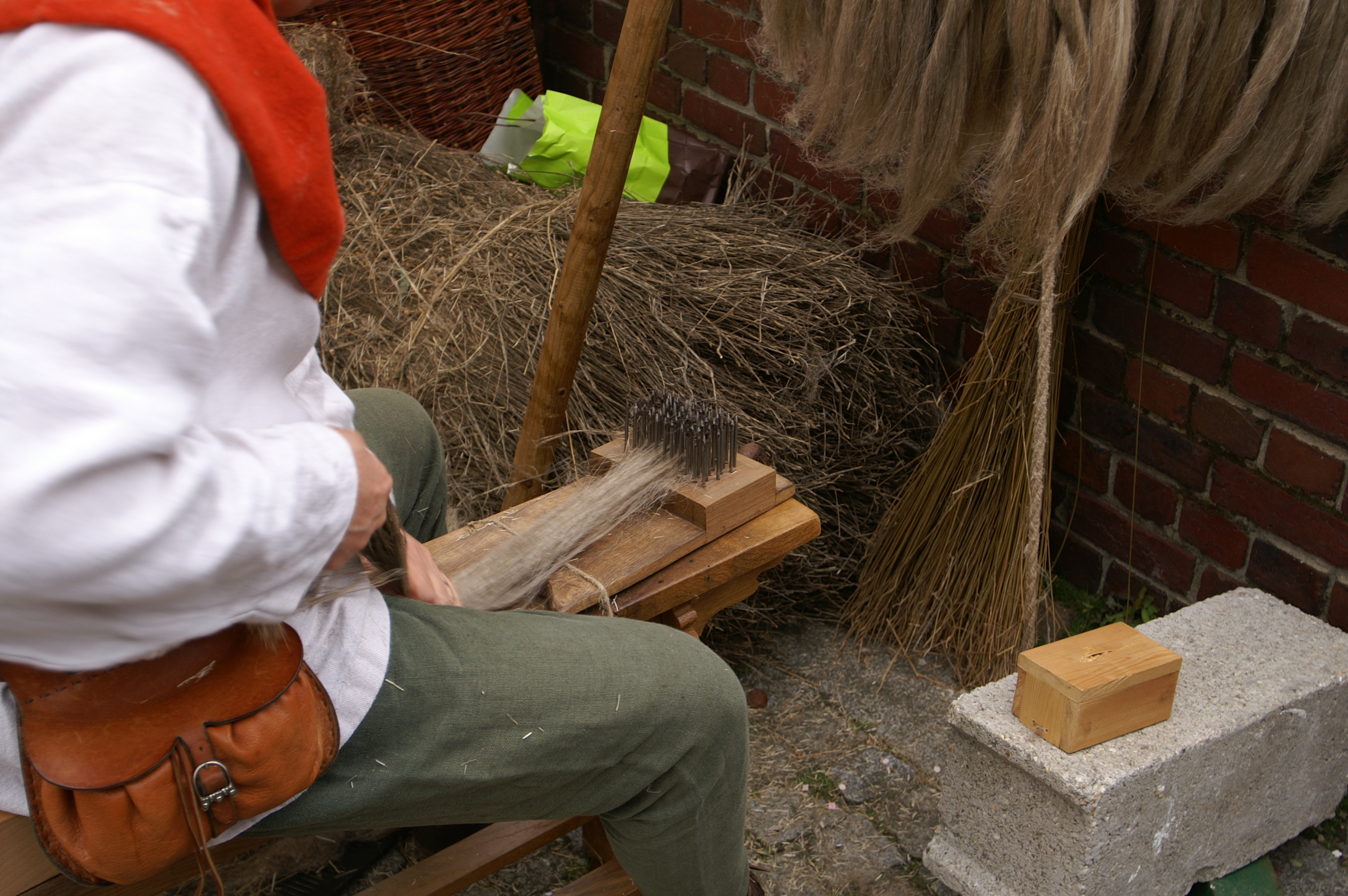
Hecheln von Flachs

Die Fasern werden nach dem Riffeln, Brechen (mit einer Breche) und dem Schwingen, bei dem bereits zerkleinerte Holzteile von den Fasern getrennt werden, gereinigt und für das Verspinnen vorbereitet. Beim Hecheln werden sie parallelisiert, die Bastfasern längs aufgespalten und von Kurzfasern gereinigt. Diese beim Hecheln anfallenden groben Faserreste bezeichnet man als Werg.

## Geschichte
Hecheln sind seit dem Neolithikum bekannt. Aus Schweizer Uferrandsiedlungen sind Hecheln aus gespaltenen Rippen überliefert. In einer Höhle im Wadi Murabba'at in der judäischen Wüste wurde ein Kamm aus neun Splittern aus Myrtenholz gefunden, die mit Asphalt verklebt und dann mit Zwirn umwunden waren. Er wurde auf 10220±45 BP (uncal., ETH Zürich) datiert. Gebrauchsspuren machen eine Nutzung als Hechel wahrscheinlich. Die Technik hat sich im Familiennamen Hechler überliefert.

Moderne Verarbeitung der Flachsfaser schematisch: Brechen, Schwingen, Hecheln
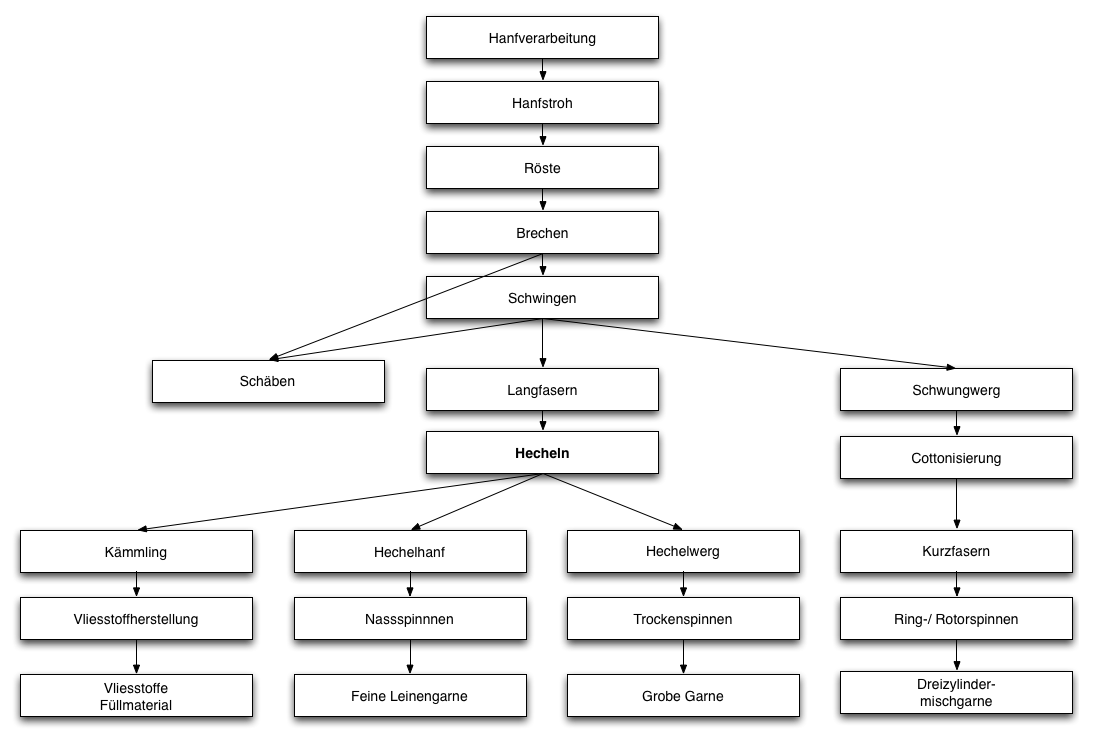
Hecheln als Schritt bei der textilen Aufbereitung von Hanffasern